# سيلينة ليديانية
السيلينة الليديانية (باللاتينية: Silene lydia) نوع نباتي يتبع جنس السيلينة من الفصيلة القرنفلية. أخذت اسمها من منطقة ليديا في غرب تركيا.

## الموئل والانتشار
موطنها المشرق العربي وتركيا واليونان والبلقان.

## مرادفات للاسم العلمي
- (باللاتينية: Pleconax lydia (Boiss.) Šourková)